# Rhamdia reddelli
El juil ciego (Rhamdia reddelli) es una especie de pez en la familia de las Pimelodidae. Es endémica de México.

## Fuente
- Contreras-Balderas, S. & Almada-Villela, P. 1996.  Rhamdia reddelli.   2006 IUCN Lista Roja de Especies Amenazadas; bajado 5 de agosto de 2007